# کارتالای
کارتالای (به لاتین: Kartalay) یک منطقهٔ مسکونی در روسیه است که در شهرستان کایتاگسکی واقع شده‌است.